# Gereuthbächlein
Das Gereuthbächlein und der Kothalpenbach bilden nach ihrem Zusammenfluss den Ecker Bach, im weiteren Verlauf einen Zufluss zur Schlierach in Oberbayern.
Das Gereuthbächlein entsteht aus zahlreichen Gräben an den Nordhängen der Gindelalmschneid.